# 许圣
许圣（?—?），是中国东汉时期南郡巫縣（今天重慶市巫山縣東）蛮人的一个部落首领。
汉和帝永元十三年（101年），许圣因為郡縣官府收稅不均，率领少数民族起事反汉，永元十四年（102年）漢和帝派遣使者都督荊州各郡兵馬萬餘人鎮壓，许圣軍憑險據守，和漢軍對峙。後來被官軍分路進攻，兵敗請降，族人被漢朝遷徙到江夏郡（今湖北省安陸市）一帶居住。